# Urrao
Urrao là một khu tự quản thuộc tỉnh Antioquia, Colombia. Thủ phủ của khu tự quản Urrao đóng tại Urrao Khu tự quản Urrao có diện tích 2556 ki lô mét vuông. Đến thời điểm ngày 28 tháng 5 năm 2005, khu tự quản Urrao có dân số 30205 người.